# 朱利安娜·克普克
朱利安娜·克普克（德語：Juliane Koepcke，1954年10月10日—），德裔秘魯哺乳動物學者，秘魯國家航空508號班機空難中唯一的幸存者，時年17歲，當時連着座椅一起從2英里高空墜落，從被當地漁民發現後報警得救，其母是鳥類學家瑪麗亞·克普克，亦在空難中逝世，自此以後，秘魯國家航空被迫停運。